# Dorset
Dorset [ˈdɔːsɪt] (früher auch Dorsetshire) ist eine traditionelle und zeremonielle Grafschaft in Südwest-England. Die Hauptstadt war Dorchester. Die benachbarten Grafschaften sind Devon im Westen, Somerset im Nordwesten, Wiltshire im Nordosten und Hampshire im Osten.

## Landschaft
Das Seebad Bournemouth und der Hafen von Poole dominieren den Südosten der ansonsten eher ländlich geprägten Grafschaft. Noch im 19. Jahrhundert war der heutige Ballungsraum kaum mehr als ein kleiner Hafenort umgeben von Heideland.
Der Hafen von Poole ist weltweit der zweitgrößte Naturhafen nach dem von Sydney. In der sehr flachen Bucht liegen zahlreiche Inseln, darunter auch Brownsea Island, die Gründungsstätte der Pfadfinderbewegung. Unter dem Hafen befindet sich eines der wenigen englischen Ölfelder.
Ein Großteil der Küstenlinie von Dorset wurde wegen seiner außergewöhnlichen geologischen Formationen 2001 zum Weltnaturerbe der UNESCO erklärt.

## Bevölkerung
Dorset hat rund 750.000 Einwohner und verfügt über den höchsten Anteil älterer Einwohner aller Grafschaften in Großbritannien: 25,9 % der Bevölkerung sind über 65 Jahre alt.

## Städte und Ortschaften
- Abbotsbury, Ashmore
- Beaminster, Bere Regis, Blandford Forum, Bournemouth, Bradford Paverell, Bradpole, Bridport, Broadstone, Broadwindsor, Burton Bradstock
- Cerne Abbas, Chaldon Herring, Charminster, Charmouth, Chedington, Cheselbourne, Chetnole, Chettle, Chideock, Child Okeford, Chilfrome, Christchurch, Church Knowle, Corfe Castle, Corscombe
- Dewlish, Dorchester, Durweston
- East Lulworth, Easton, Edmondsham, Evershot
- Ferndown, Forde Abbey, Fortunesmill, Furzebrook
- Gillingham
- Halstock, Hinton Martell, Hooke
- Iwerne Courtney, Iwerne Minster
- Kimmeridge, Kingston, Kington Magna
- Langton Herring, Langton Matravers, Littlebredy, Litton Chiney, Loders, Lyme Regis, Lytchett Matravers, Lytchett Minster
- Maiden Newton, Melbury Osmond, Melbury Sampford, Melcombe Regis, Milton Abbas, Minterne Magna
- Netherbury, Nettlebury
- Osmington
- Piddlehinton, Piddletrenthide, Plush, Poole, Portesham, Poundbury, Powerstock, Puddletown, Puncknowle
- Ryall
- Sandford Orcas, Seatown, Shaftesbury, Sherborne, Shipton Gorge, Sixpenny Handley, St. Ives, Stalbridge, Stoke Abbot, Stourpaine, Studland, Sturminster Marshall, Sturminster Newton, Swanage, Sydling St. Nicholas
- Tolpuddle
- Uploders
- Verwood
- Wareham, Warmwell, West Bay, West Lulworth, West Milton, West Moors, West Stour, Weymouth, Wimborne, Wimborne Minster, Winfrith Newburgh, Winterbourne Steepleton, Winterborne Stickland, Worth Matravers
- Yetminster, Yondover

## Sehenswürdigkeiten
- Abbotsbury Subtropische Gärten
- Abbotsbury Swannery
- Athelhampton Hall
- Badbury Rings
- Blue Pool
- Panzermuseum Bovington
- Brownsea Island
- Bryanston School
- Cerne Abbas Giant
- Chideock Castle
- Clavell Tower
- Corfe Castle
- Durdle Door
- Durlston Country Park
- Edmondsham House

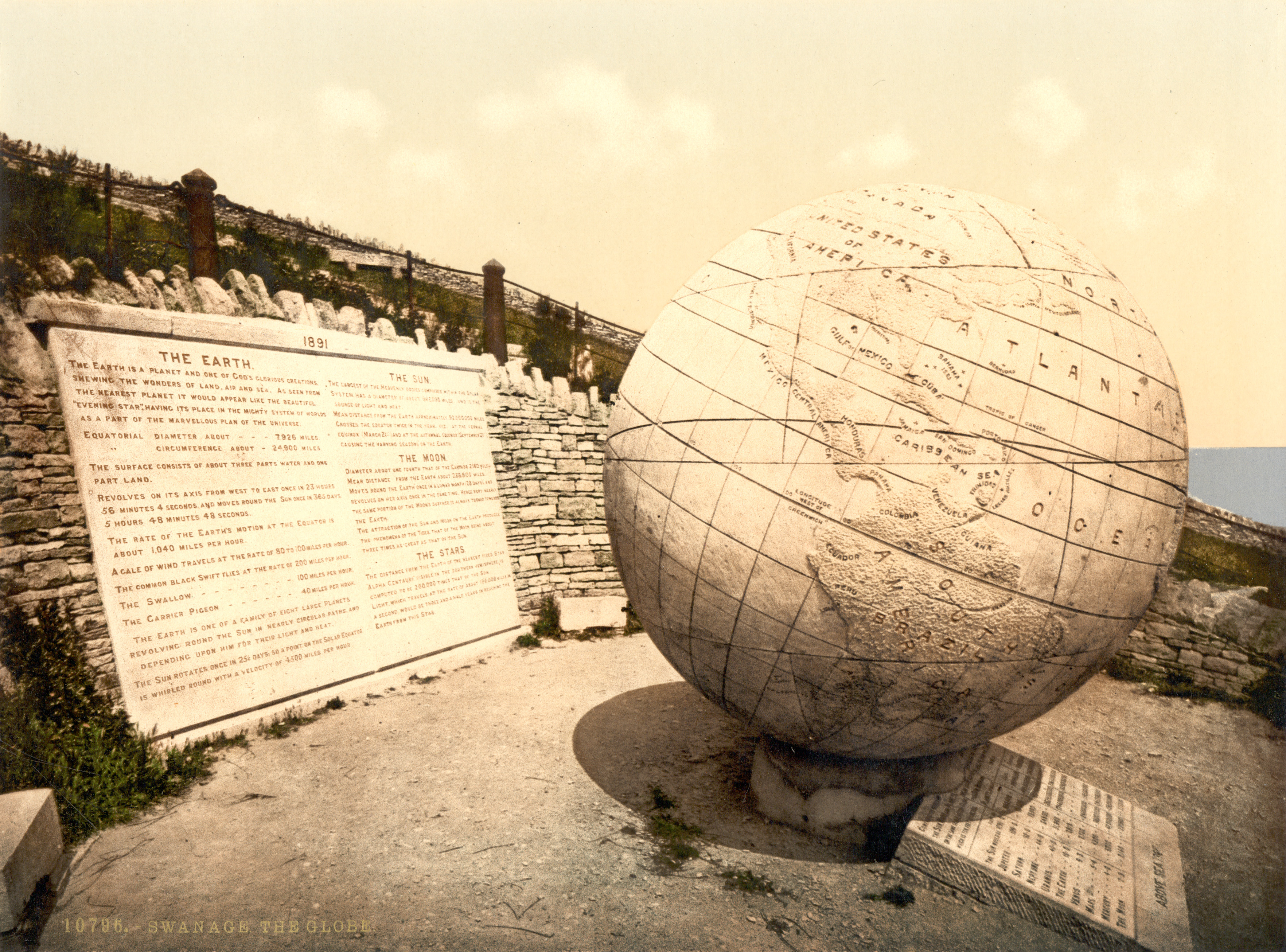
Der große steinerne Globus von Swanage (um 1900)

- Fiddleford Manor, Herrenhaus aus dem 14. Jahrhundert nahe Sturminster Newton
- Forde Abbey
- Golden Cap, Klippe zwischen Bridport und Charmouth
- Great Dorset Steam Fair, weltgrößtes Traktortreffen
- Hambledon Hill
- Hardy Cottage, Geburtsort und Wohnort des englischen Schriftstellers Thomas Hardy
- Hardy Monument, Admiral Thomas Masterman Hardy gewidmet
- Hod Hill, Bergfestung im Blackmore Vale
- Isle of Portland und Portland Bill mit dem Portland Bill Lighthouse
- Römischer Tempel bei Jordan Hill
- Jurassic Coast (UNESCO-Weltnaturerbe)
- Kingston Lacy
- Lulworth Castle
- Maiden Castle
- Mapperton House
- Max Gate, späterer Wohnort des englischen Schriftstellers Thomas Hardy
- Melbury House, Herrenhaus aus dem 16. Jahrhundert in Melbury Sampford
- Nine Stones (Winterbourne Abbas)
- Nothe Fort
- Osmington White Horse, Hügelfigur nahe Osmington
- Purse Caundle Manor
- Sherborne Abbey
- Sherborne Castle
- Sherborne School
- South West Coast Path, ein Fernwanderweg
- Stair Hole
- Sturminster Newton Mill
- Swanage Railway
- Swyre Head
- Thorncombe Beacon, Hügel zwischen Bridport und Charmouth
- Wimborne Minster

Strände und Buchten
- Charmouth Beach
- Chesil Beach
- Fleet Lagoon
- Kimmeridge Bay
- Lulworth Cove
- Man O’War Beach
- Sandy Beach
- St. Gabriel’s Mouth
- Studland Bay
- Tyneham Beach
- Worbarrow Beach

In der St. Martin’s Church Wareham wurde nach dem Tod von Thomas Edward Lawrence, der als Lawrence von Arabien (1888–1935) bekannt geworden war, von seinem Freund Eric Kennington ein Grabmal mit einem Bildnis von Lawrence im arabischen Kleid aufgestellt.

## Bekannte Persönlichkeiten
- Thomas Hardy, Dichter und Schriftsteller – zahlreiche Orte, die er in seinen Erzählungen dem fiktiven Wessex zuschreibt, liegen in Dorset. Sein Cottage, in den Wäldern östlich von Dorchester gelegen, sowie sein Haus in Dorchester werden vom National Trust verwaltet und können besichtigt werden.

- Douglas Adams, Autor von Per Anhalter durch die Galaxis (das Buch wurde zu großen Teilen in Stalbridge, Dorset geschrieben)
- William Barnes, Dichter
- Theodore Francis Powys, Schriftsteller
- John le Carré, Schriftsteller
- P. D. James, Schriftstellerin
- Thomas Love Peacock, Satiriker
- James Thornhill, Künstler
- Sir John Eliot Gardiner, Musiker
- PJ Harvey, Musikerin
- Robert Fripp (King Crimson), Musiker
- Mary Anning, Paläontologin
- Matthew Pinsent, Ruderer
- John Morton, Erzbischof
- William Wake, Erzbischof